# İrmaşlı
İrmaşlı (deutsch Irmaschli oder Eichenfeld, Engelsdorf) – ist eine Siedlung in der Gemeinde Şəmkir (Rayon) in Westaserbaidschan und liegt auf einem Höhenzug von rund 530 Metern.

## Etymologie
Der ursprüngliche Name der Siedlung war Eichenfeld (auch Eichental). Zwischen den 1930er Jahren bis 1992 hieß es zu Ehren des deutschen marxistischen Philosophen Friedrich Engels, Engelsdorf. Der aktuelle Name geht auf den gleichnamigen historischen Stamm İrmaşlı zurück, der in der Region ansässig war.

## Geschichte
Die Siedlung wurde 1906 von den deutschen Siedlern aus den damaligen Siedlungen Helenendorf (heute: Göygöl) und Eigenfeld (Petrowka) gegründet. Bis zum Jahre 1917 war die Siedlung als Teil der evangelischen Kirchengemeinde Annenfeld-Georgsfeld, der Verwaltungsgemeinschaft Elisabetpol eingegliedert.

## Bevölkerung
Die Bevölkerung beträgt 4524 Menschen, darunter 2342 Männer und 2182 Frauen.

## Wirtschaft
Die Hauptwirtschaft stützt sich auf Viehzucht und Landwirtschaft. Die Bevölkerung besteht hauptsächlich aus den Geschäftsleuten, die in Russland tätig sind. In der Region, ist es eines der haushaltstechnisch reichsten Dörfer.